# Superliga Austríaca de Basquetebol de 2021-22
A Temporada da Liga Austríaca de Basquetebol de 2021-22, oficialmente Bet-at-Home Basketball Superliga por razões de patrocinadores, foi a 75ª edição da competição de primeiro nível do basquetebol masculino na Áustria. À partir de 20 de abril de 2022 a liga passou a se chamar "win2day Basketball Superliga" em virtude de seu novo patrocinador e direitos de "naming rights".
Ao término da temporada a equipe BC GGMT Vienna sagrou-se campeão conquistando seu segundo título austríaco.

## Clubes participantes
| Clube                        | Cidade         | Arena                     | Capacidade |
| ---------------------------- | -------------- | ------------------------- | ---------- |
| Arkadia Traiskirchen Lions   | Traiskirchen   | Lions Dome                | 1 200      |
| BC GGMT Vienna               | Viena          | Wiener Stadthalle B       | 1 000      |
| BK IMMOunited Dukes          | Klosterneuburg | Happyland Klosterneuburg  | 1 000      |
| Kapfenberg Bulls             | Kapfenberg     | Sporthalle Walfersam      | 1 000      |
| Raffeisen Flyers Wels        | Wels           | Raiffeisen Arena          | 1 700      |
| SKN St. Pölten Basketball    | Sankt Pölten   | Sport Zentrum             | 1 000      |
| Swans Gmunden                | Gmunden        | Volksbank Arena           | 2 200      |
| UBSC Raiffeisen Graz         | Graz           | Raiffeisen Sportpark Graz | 3 000      |
| UNGER STEEL Gunners Oberwart | Oberwart       | Sporthalle Oberwart       | 1 700      |
| Vienna DC Timberwolves       | Viena          | Wiener Stadthalle B       | 1 000      |

## Tabela

### Rodadas 1 a 22
| ↓ Casa\Visitante →           | TRA    | VIE   | DUK   | KAP    | WEL    | STP    | GMU    | GRZ    | OBE    | WOL   |
| ---------------------------- | ------ | ----- | ----- | ------ | ------ | ------ | ------ | ------ | ------ | ----- |
| Arkadia Traiskirchen Lions   |        | 67-84 | 80-62 | 59-82  | 81-75  | 82-85  | 69-76  | 88-91  | 63-91  | 92-72 |
| BC Vienna                    | 111-90 |       | 93-51 | 83-57  | 101-71 | 76-68  | 68-49  | 104-71 | 61-84  | 87-67 |
| BK IMMOunited Dukes          | 94-80  | 72-96 |       | 58-80  | 67-55  | 80-73  | 68-106 | 64-66  | 79-73  | 62-67 |
| Kapfenberg Bulls             | 82-55  | 89-94 | 77-78 |        | 98-85  | 63-73  | 66-76  | 89-69  | 81-91  | 83-58 |
| Raffeisen Flyers Wels        | 80-87  | 74-96 | 90-91 | 91-67  |        | 69-50  | 77-86  | 83-93  | 82-69  | 88-69 |
| SKN St. Pölten Basketball    | 76-83  | 65-91 | 87-63 | 79-63  | 79-70  |        | 78-71  | 88-85  | 73-109 | 74-54 |
| Swans Gmunden                | 106-89 | 74-94 | 79-73 | 103-77 | 69-89  | 102-82 |        | 98-90  | 95-86  | 93-59 |
| UBSC Raiffeisen Graz         | 86-66  | 76-98 | 70-61 | 83-95  | 73-64  | 82-68  | 70-89  |        | 73-69  | 87-70 |
| UNGER STEEL Gunners Oberwart | 76-70  | 84-61 | 96-80 | 83-69  | 72-78  | 62-74  | 71-64  | 99-80  |        | 82-70 |
| Vienna DC Timberwolves       | 90-79  | 87-82 | 73-63 | 63-66  | 84-72  | 78-80  | 66-73  | 59-58  | 59-71  |       |

## Segunda fase

### Grupo A
| Pos | Equipe                       | J  | V  | D  | Pts | P+ / P-   | SP   |     | C/V   | VIE     | GMU    | OBE   | GRA   | SPO   | KAP |
| --- | ---------------------------- | -- | -- | -- | --- | --------- | ---- | --- | ----- | ------- | ------ | ----- | ----- | ----- | --- |
| 1   | BC GGMT Vienna               | 28 | 24 | 4  | 32  | 2414/2012 | 402  | VIE |       | 85-73   | 81-77  | 94-65 | 91-80 | 91-90 |     |
| 2   | Swans Gmunden                | 28 | 20 | 8  | 27  | 2336/2144 | 192  | GMU | 99-91 |         | 101-90 | 78-68 | 20-0  | 98-99 |     |
| 3   | UNGER STEEL Gunners Oberwart | 28 | 15 | 13 | 19  | 2193/2091 | 102  | OBE | 87-73 | 104-106 |        | 84-68 | 80-77 | 69-76 |     |
| 4   | UBSC Raiffeisen Graz         | 28 | 14 | 14 | 19  | 2170/2245 | -75  | GRA | 70-85 | 79-73   | 74-57  |       | 75-64 | 97-82 |     |
| 5   | SKN St. Pölten Basketball    | 28 | 13 | 15 | 16  | 2035/2138 | -103 | SPO | 73-89 | 64-86   | 86-78  | 80-82 |       | 76-73 |     |
| 6   | Kapfenberg Bulls             | 28 | 11 | 17 | 14  | 2237/2255 | -18  | KAP | 86-95 | 92-93   | 78-83  | 96-89 | 81-83 |       |     |

### Grupo B
| Pos | Equipe                     | J  | V  | D  | Pts | P+ / P-   | SP   | Classificação                  |     | C/V   | WEL   | TRA    | VWO   | DUK |
| --- | -------------------------- | -- | -- | -- | --- | --------- | ---- | ------------------------------ | --- | ----- | ----- | ------ | ----- | --- |
| 1   | Raffeisen Flyers Wels      | 24 | 10 | 14 | 14  | 1854/1840 | 14   | Classificados para os Playoffs | WEL |       | 82-91 | 113-84 | 73-86 |     |
| 2   | Arkadia Traiskirchen Lions | 24 | 9  | 15 | 13  | 1800/1926 | -126 | Classificados para os Playoffs | TRA | 0-20  |       | 66-58  | 97-95 |     |
| 3   | Vienna DC Timberwolves     | 24 | 8  | 16 | 10  | 1608/1804 | -196 | Repescagem                     | VWO | 68-87 | 72-71 |        | 20-0  |     |
| 4   | BK IMMOunited Dukes        | 24 | 8  | 16 | 10  | 1681/1873 | -192 | Repescagem                     | DUK | 79-86 | 80-95 | 75-61  |       |     |

## Repescagem
| Time 1                 | Série | Time 2              | 1º Jogo | 2º Jogo | 3º Jogo | 4º Jogo | 5º Jogo |
| ---------------------- | ----- | ------------------- | ------- | ------- | ------- | ------- | ------- |
| Vienna DC Timberwolves | 2 - 3 | BK IMMOunited Dukes | 81 - 65 | 68 - 87 | 73 - 76 | 75 - 70 | 81 - 90 |

## Playoffs

#### Quartas de final
| Time 1                       | Série | Time 2                     | 1º Jogo | 2º Jogo | 3º Jogo | 4º Jogo | 5º Jogo |
| ---------------------------- | ----- | -------------------------- | ------- | ------- | ------- | ------- | ------- |
| BC GGMT Vienna               | 3 - 0 | Arkadia Traiskirchen Lions | 95 - 76 | 86 - 65 | 78 - 70 | -       | -       |
| UBSC Raiffeisen Graz         | 3 - 1 | SKN St. Pölten Basketball  | 80 - 62 | 75 - 87 | 78 - 72 | 86 - 69 | -       |
| Swans Gmunden                | 3 - 1 | Raffeisen Flyers Wels      | 90 - 85 | 67 - 82 | 82 - 66 | 80 - 76 | -       |
| UNGER STEEL Gunners Oberwart | 3 - 1 | Kapfenberg Bulls           | 82 - 67 | 59 - 63 | 79 - 44 | 79 - 49 |         |

#### Semifinal
| Time 1         | Série | Time 2                       | 1º Jogo  | 2º Jogo  | 3º Jogo   | 4º Jogo | 5º Jogo |
| -------------- | ----- | ---------------------------- | -------- | -------- | --------- | ------- | ------- |
| BC GGMT Vienna | 3 - 0 | UBSC Raiffeisen Graz         | 113 - 72 | 84 - 63  | 108 - 102 |         |         |
| Swans Gmunden  | 3 - 0 | UNGER STEEL Gunners Oberwart | 83 - 81  | 107 - 90 | 99 - 79   |         |         |

#### Final
| Time 1         | Série | Time 2        | 1º Jogo | 2º Jogo | 3º Jogo  | 4º Jogo | 5º Jogo |
| -------------- | ----- | ------------- | ------- | ------- | -------- | ------- | ------- |
| BC GGMT Vienna | 3 - 1 | Swans Gmunden | 83 - 63 | 87 - 72 | 86 - 107 | 86 - 60 | -       |

### Premiação
| Bet-at-Home BSL de 2021-22 |
| -------------------------- |
| BC GGMT Vienna 2º Título   |

## Clubes austríacos em competições internacionais
| Clube            | Competição        | Resultado                                                           |
| ---------------- | ----------------- | ------------------------------------------------------------------- |
| Kapfenberg Bulls | Liga dos Campeões | Eliminado na Fase Classificatória por Juventus (68-90)              |
| BC Vienna        | Copa Europeia     | Eliminado na Fase Classificatória por KK Pärnu (67-72)              |
| Swans Gmunden    | Copa Europeia     | Eliminado na Fase Classificatória por Donar (53-80)                 |
| Kapfenberg Bulls | Copa Europeia     | Eliminado na temporada regular (4º colocado no grupo A com 0v e 6d) |